# 悉尼-霍巴特帆船大賽

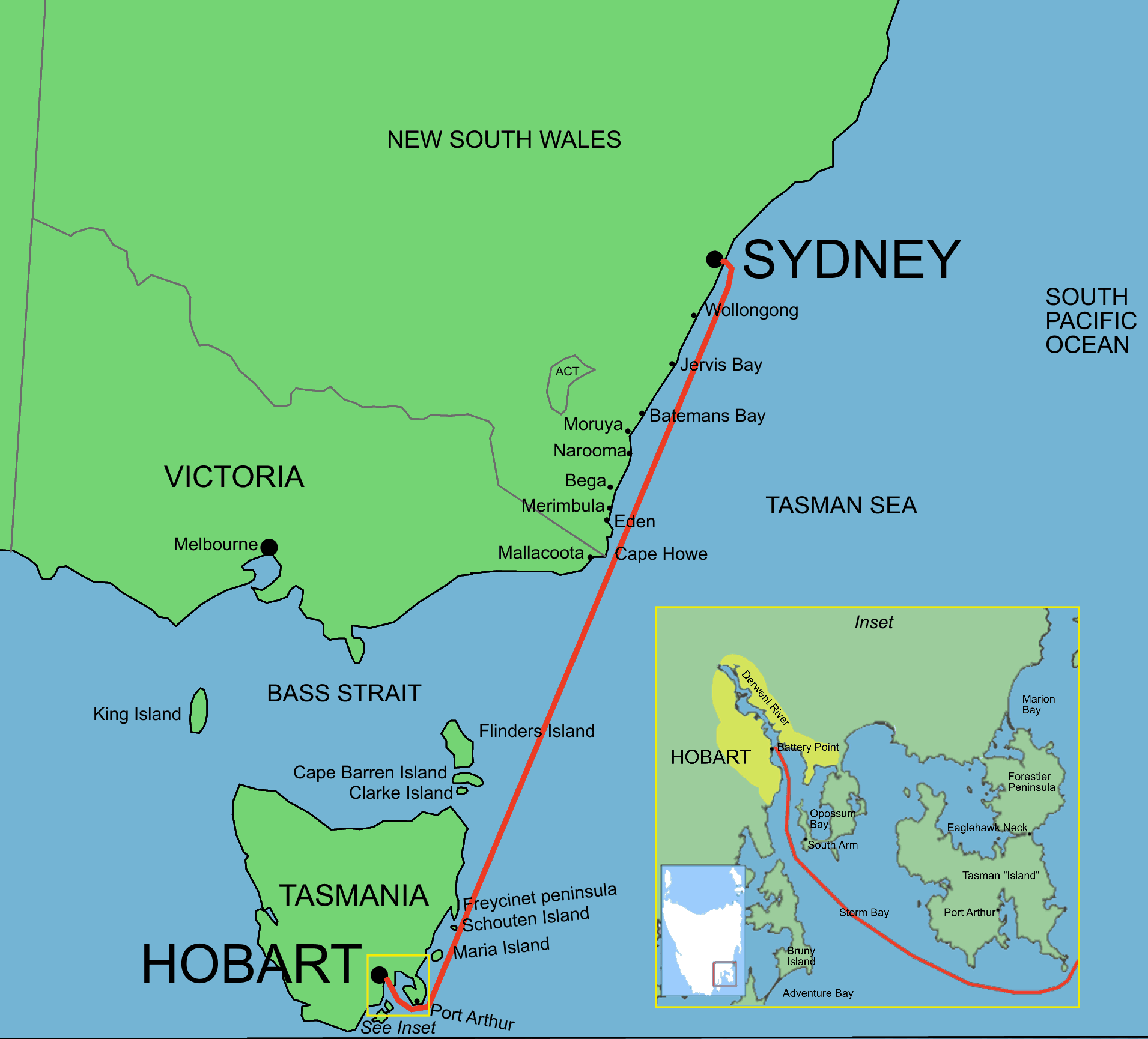
帆船大賽路線圖

悉尼-霍巴特帆船大賽（Sydney to Hobart Yacht Race）是澳洲從1945年以來的夏日耶誕傳統。起點從雪梨灣出發，到終點站塔斯馬尼亞島首府霍巴特，賽程總共1170公里。
現時的賽事紀錄由Wild Oats XI號在2005年創下，為1天18小時40分10秒。

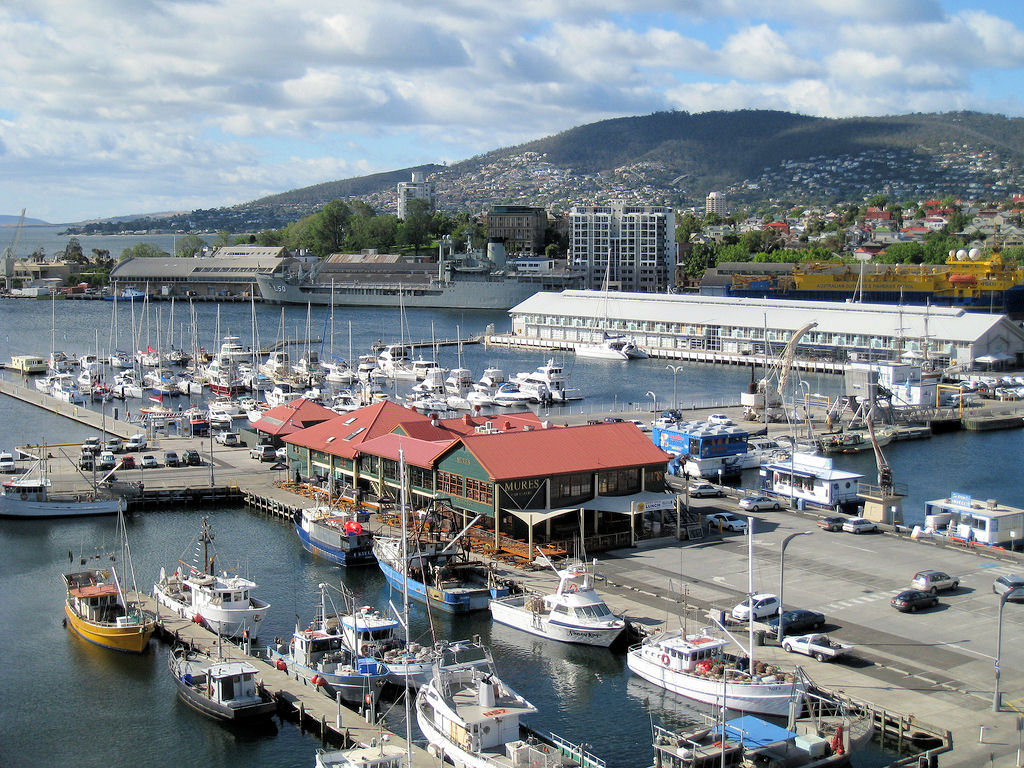
霍巴特的憲法船塢是帆船完成比賽後的去處，新年時許多帆船手在那裡舉行慶祝活動

比賽依照國際帆船總會頒佈的競賽規則進行。
從2002年起，勞力士取得賽事的冠名權。

## 外部連結
- Rolex Sydney Hobart Yacht Race - 官方網站 （页面存档备份，存于）